# Eikentakstromakelkje
Het eikentakstromakelkje (Rutstroemia firma) is een schimmel die behoort tot de familie Rutstroemiaceae. Het komt voor op afgevallen, weinig verteerde eiken- (en elzen)takken in loofbossen en gemengde bossen, parken en landen van het voorjaar tot herfst.

## Kenmerken

### Uiterlijke kenmerken
De vruchtlichamen zijn bekervormige, zich bij rijpheid uitspreidende, apothecia die 0,5 tot 1,5 centimeter groot zijn. Ze hebben een duidelijke korte steel. De kleur is geelbruin tot roodbruin. Het excipulum heeft hoekige tot prismatische cellen met een aanzienlijke laag gegelatineerde hyfen, daardoor is de consistentie vrij stevig en taai.

### Microscopische kenmerken
De sporen zijn hyaliene, lang-elliptisch tot licht banaanvormig, glad en tot vijf keer septaat. Ze zijn 14,5 tot 19,5 × 4 tot 5,5 µm groot. Secundaire sporen worden vaak aan beide uiteinden afgeknepen. De ascosporen liggen in twee rijen in de asci. De asci zelf zijn cilindrisch - clavaat met sporen die in twee rijen liggen en meten 140 tot 155 × 10 tot 11,58 µm. De parafysen zijn filamenteus en de septatie begint ver beneden.

## Verpreiding
Het eikentakstromakelkje komt met name in Europa voor, sporadisch wordt het ook hierbuiten waargenomen. In Nederland is het zeer algemeen. Het staat niet op de rode lijst en is niet bedreigd.

## Taxonomie
De eikentakstromakelkje werd voor het eerst beschreven door Persoon in 1801 als Peziza firma. Leopold Fuckel wees het vervolgens toe aan het geslacht Ciboria, terwijl Karsten het toekende aan Rutstroemia. Kent P. Dumont stelde hem in 1976 voor aan het Poculum. Lange tijd wilden sommige auteurs alle stromabekers bij Ciboria plaatsen. Uiteindelijk kreeg het een eigen familie; de Rutstroemiaceae.